# Assmannshausen
Assmannshausen are aproape 1000 de locuitori, este un cartier al orașului Rüdesheim am Rhein, fiind unul dintre cele mai renumite regiuni viticole de vin roșu din Germania.

## Galerie de imagini

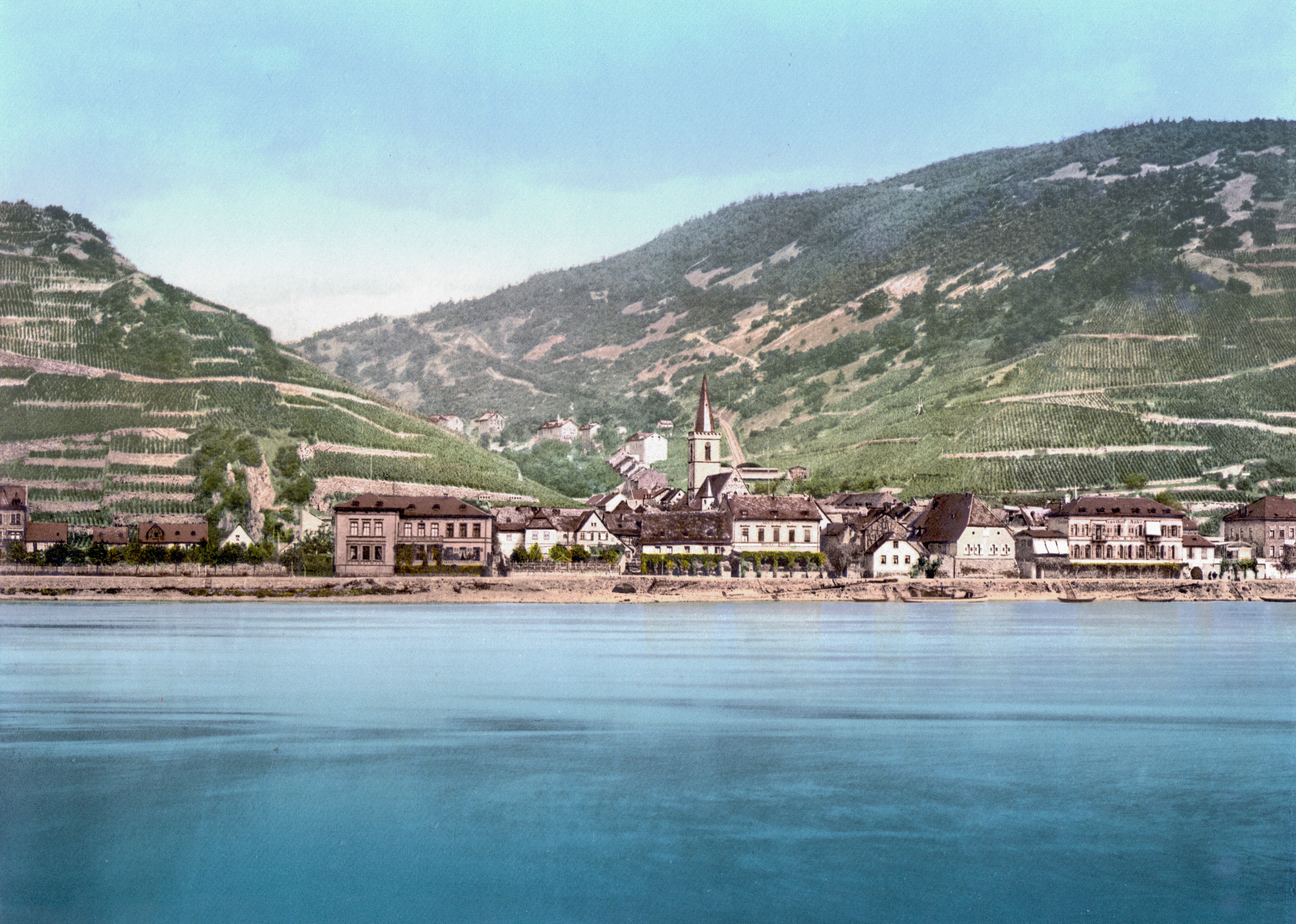
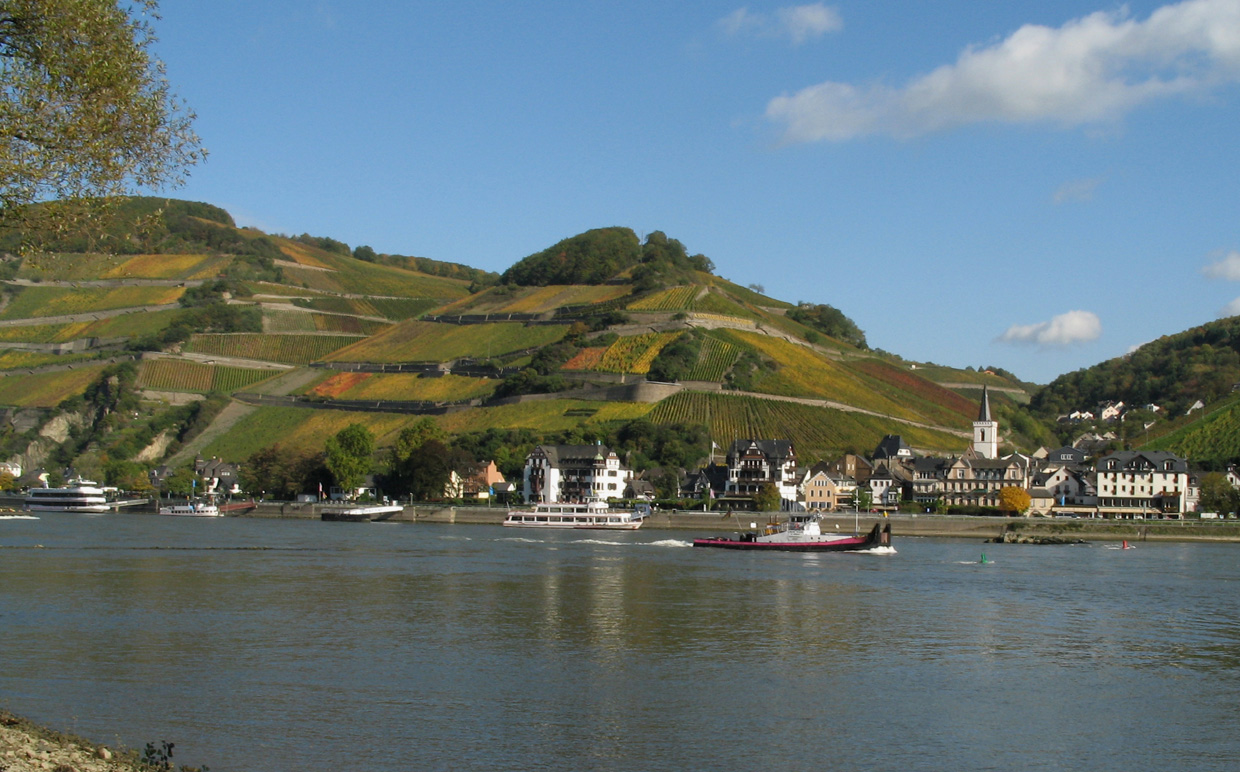
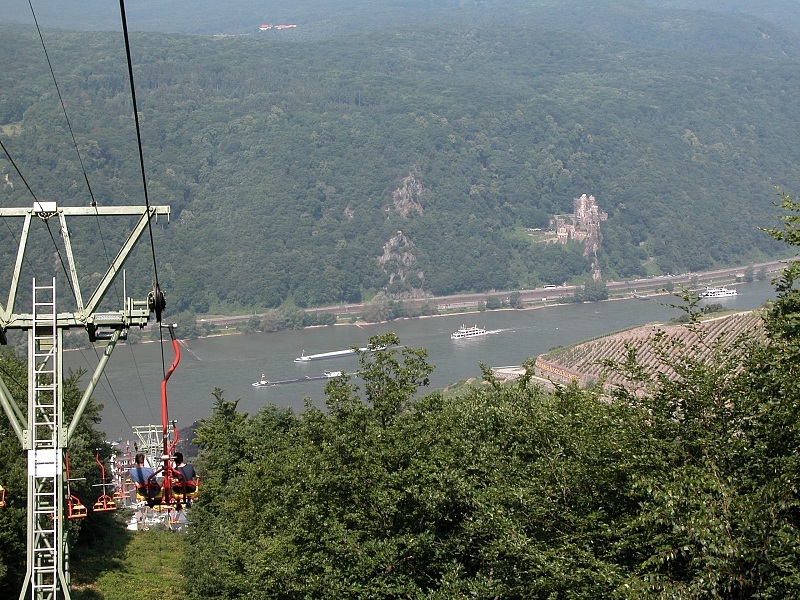
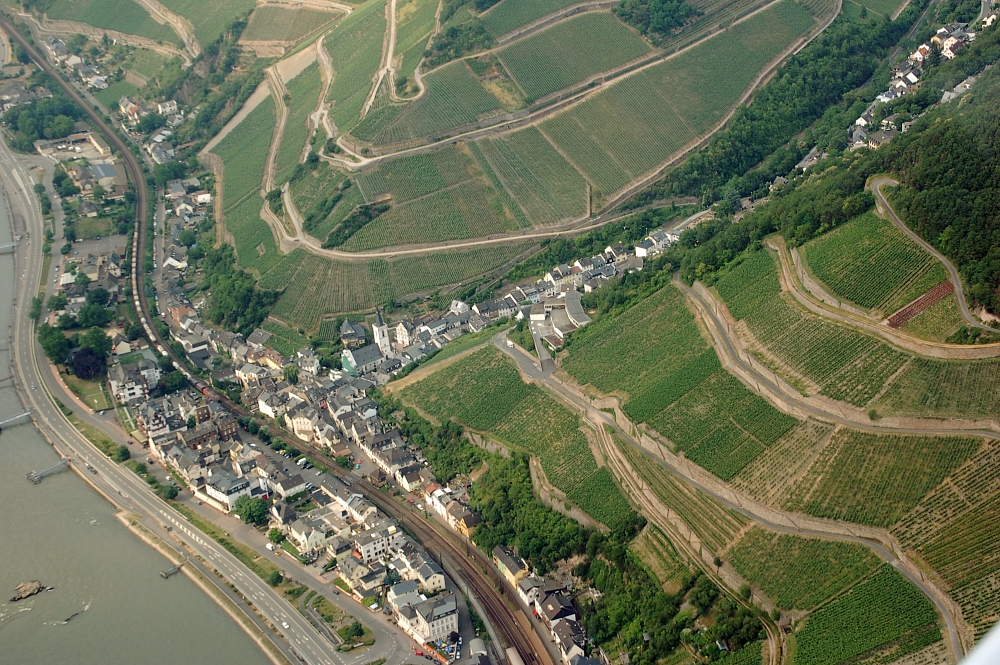